# Valdecañas de Tajo
Valdecañas del Tajo és un municipi de la província de Càceres, a la comunitat autònoma d'Extremadura (Espanya).

## Demografia
| 2001 | 2002 | 2003 | 2004 | 2005 | 2006 |
| ---- | ---- | ---- | ---- | ---- | ---- |
| 247  | 230  | 196  | 200  | 186  | 168  |